# Ruslan Kudayev
Ruslan Kudayev (né le 8 mai 1980 dans la province d'Andijan) est un escrimeur ouzbek, spécialiste de l'épée.

## Carrière
Qualifié pour les Jeux olympiques d'été de 2012 à Londres, il est tête de série 24 et se qualifie pour les huitièmes de finale où il est éliminé par le Vénézuélien Silvio Fernández.